# Anim8or

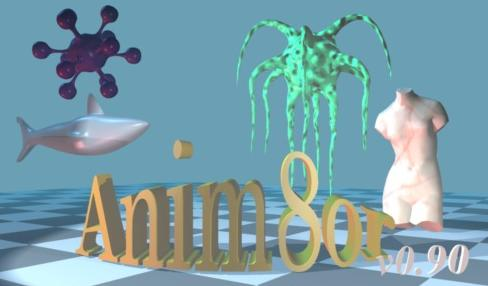
Anim8or

Anim8or é um programa de modelagem 3D gratuito criado por R. Steven Glanville. Apesar de não ser tão poderoso quanto alguns programas como o 3DS Max ou o LightWave 3D, com ele é possível criar e animar personagens facilmente. Não necessita instalar, pois pode ser executado a partir de um disquete.

## Requerimentos mínimos do sistema
O Anim8or não exige muito do computador, exigindo apenas:
- Processador de 300 MHz
- Windows 95 ou mais recente
- Placa de vídeo com suporte a OpenGL
- 64MB RAM (128MB recomendado, 256MB com Windows XP)
- 5MB de espaço livre no disco rígido